# Robert Gray Gallager

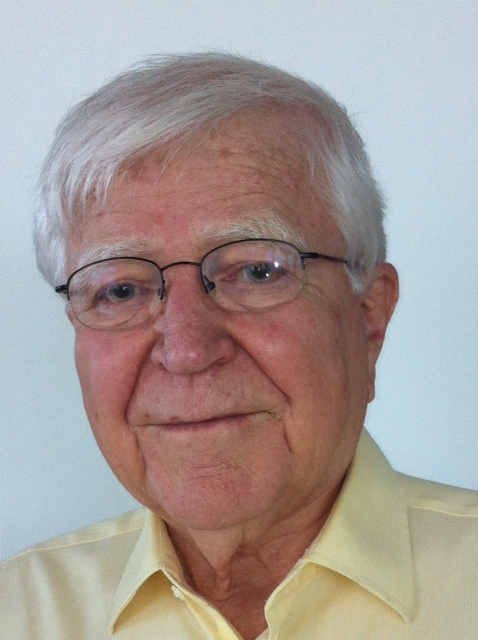
Robert Gray Gallagher 2014

Robert Gray Gallager (* 29. Mai 1931 in Philadelphia in Pennsylvania) ist ein US-amerikanischer Elektrotechniker, der grundlegende Beiträge zur Informationstheorie und zur Theorie der Rechnernetze lieferte. 
Er studierte Elektrotechnik auf der University of Pennsylvania und machte sein Diplom und Dissertation 1957 bzw. 1960 am Massachusetts Institute of Technology (MIT). Seine Dissertation und wesentliche Arbeiten behandeln die von ihm entwickelten Low-Density-Parity-Check-Codes (LDPC), welche im Rahmen der Kodierungstheorie zu den effizienten Kanalkodierungen zählen. LDPC-Codes werden unter anderem im Rahmen von terrestrisch digitalem Fernsehen der Norm DVB-T2 sowie in diversen WLAN Standards zur Korrektur von Übertragungsfehlern eingesetzt.
Er wurde für seine Arbeiten 1983 mit dem Claude E. Shannon Award und 1990 mit der IEEE Medal of Honor ausgezeichnet. 1992 wurde er in die National Academy of Sciences, 1999 in die American Academy of Arts and Sciences aufgenommen. Er ist derzeit emeritierter Professor am MIT. 2020 erhielt er den Japan Prize.

## Werke
- Robert G. Gallager: Low-Density Parity-Check Codes. M.I.T. Press Classic Series, Cambridge MA, 1963 (M.I.T. Press research monographs 21, ZDB-ID 597839-7), (andere Fassung; PDF; 655 kB).
- Robert G. Gallager: Information Theory and Reliable Communication, John Wiley and Sons, New York, 1968.
- Robert G. Gallager: Discrete Stochastic Processes, Kluwer, Boston, 1996
- Robert G. Gallager: Principles of Digital Communication, Cambridge University Press, Cambridge, UK, 2008.
- Robert G. Gallager: Stochastic Processes, Theory for Applications, Cambridge University Press, Cambridge, UK, 2013